# SMC 49478

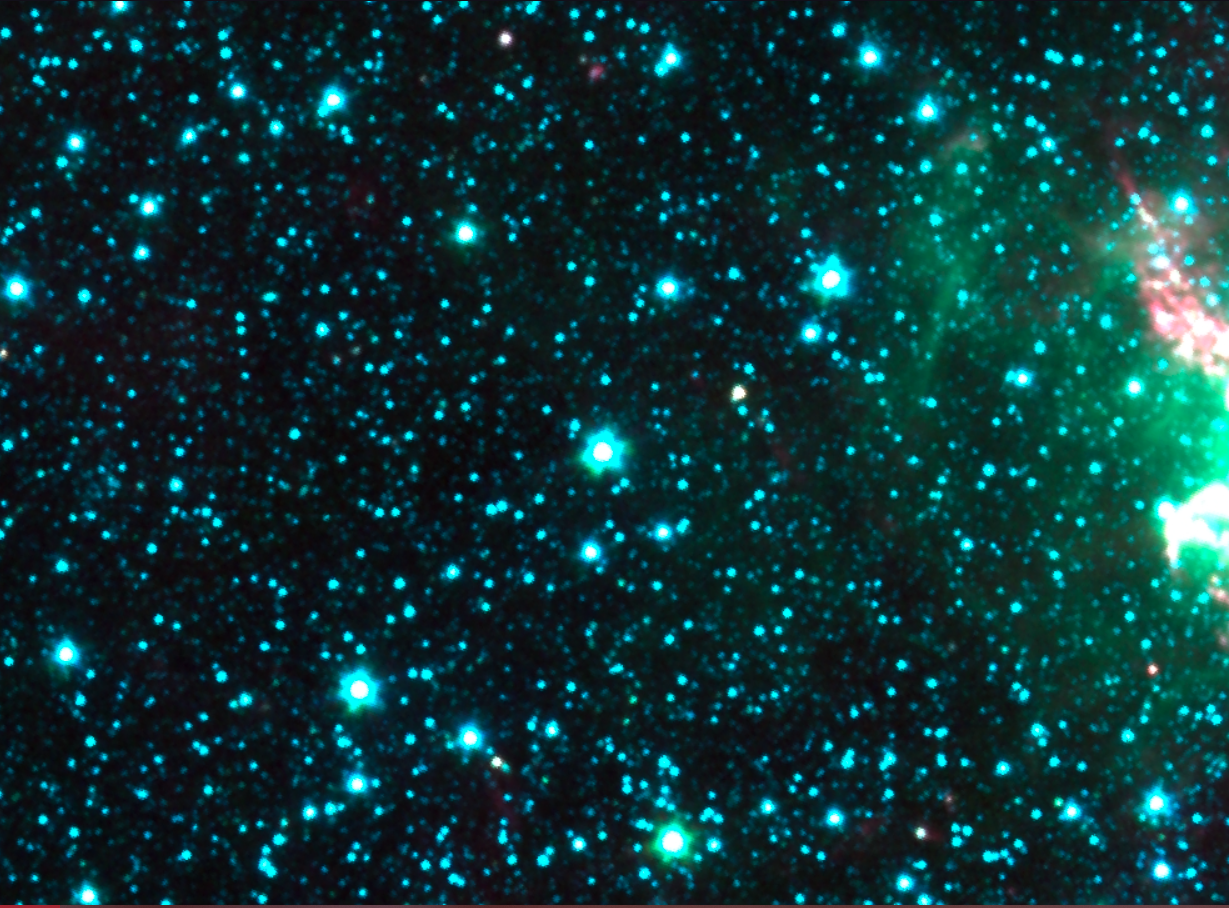
Imagen de SMC 49478 tomada por el telescopio SPITZER

SMC 49478 o también conocido con los nombres de LHA 115-S 30 y RMC 20 es una estrella supergigante roja,  se encuentra en la constelación de Tucana en la Pequeña Nube de Magallanes,  en la nebulosa NGC 371, a unos 199,000 Años luz del Sol, de tipo espectral K5lab, posee una magnitud visual de 12.17, una magnitud absoluta de -9.24, una temperatura de 4180K y un tamaño de 1080 radios solares,  si estuviera en lugar del Sol estaría rozando la orbita de Júpiter.